# Phalonidia pellax
Phalonidia pellax es una especie de polilla del género Phalonidia, categorizada en la tribu Cochylini, de la subfamilia Tortricinae. Fue descrita por Razowski & Becker en 1983.
Fue publicada en Acta zool. cracov. 26: 425. Se distribuye por América del Sur: Brasil, en Paran, Banhado, Quatro Barras.